# Шейко Любов Яківна
Любов Яківна Шейко (нар. 30 листопада 1949, місто Мерефа, тепер Харківського району Харківської області) — українська радянська діячка, бригадир птахоферми дослідного господарства «Борки» Українського науково-дослідного інституту птахівництва Зміївського району Харківської області. Депутат Верховної Ради УРСР 9—10-го скликань.

## Біографія
Освіта середня спеціальна.
З 1965 року — робітниця садівничої бригади, пташниця, з 1969 року — бригадир птахоферми дослідного господарства «Борки» Українського науково-дослідного інституту птахівництва Зміївського району Харківської області.
Член КПРС з 1978 року.
Потім — на пенсії в селі Бірки Зміївського району Харківської області.

## Нагороди
- ордени
- медалі